# 费尔南多·埃查瓦里
费尔南多·埃查瓦里（西班牙語：Fernando Echávarri，1972年8月13日—），西班牙男子帆船运动员。他曾代表西班牙参加2004年、2008年和2016年夏季奥林匹克运动会帆船比赛，其中2008年奥运会获得一枚金牌。